# Chlorurus perspicillatus
Chlorurus perspicillatus és una espècie de peix de la família dels escàrids i de l'ordre dels perciformes que es troba a les Hawaii.
Els mascles poden assolir els 60,9 cm de longitud total.